# Пантелеимоновская церковь в Полюстрове
Храм Святого Великомученика и Целителя Пантелеимона в Полюстрове (Пантелеимоновская церковь) — приходской православный храм в Калининском районе Санкт-Петербурга. Входит в состав Калининского благочиния Санкт-Петербургской епархии Русской православной церкви.
Построен в 1899—1901 годах как церковь при Елизаветинской общине сестер милосердия.

## История
Община сестер милосердия была открыта 9 декабря 1896 года и получила свое название в честь основательницы — великой княгини Елизаветы Фёдоровны, председательницы Российского общества Красного Креста.
Община заняла здание бывшей дачи графа Кушелева-Безбородко. В старом парке, за главным зданием 23 июня 1899 года по проекту архитектора общины А. В. Кащенко была заложена церковь. Тогда же на набережной открыли деревянную часовню. Митрополит Антоний (Вадковский) в присутствии великой княгини Елизаветы Фёдоровны 14 июня 1901 года освятил храм.
Церковь имела форму византийской базилики, украшенной тремя золочеными главками и красными крестами на фасаде. Вмещала 800 человек. Красные кресты украшали также все решетки и колонны в храме.
Первый в России иконостас из «искусственного цементного мрамора замечательной белизны» в один ярус сделал Н. А. Попов, иконы написал академик А. В. Троицкий. Постройка обошлась в 70 тыс. руб, половину суммы составили пожертвования.
Община содержала Мариинскую барачную лечебницу и курсы сестер милосердия.
27 сентября 1898 года на набережной был освящен киот с тремя иконами, сооруженный Обществом попечения об улучшении быта питомцев Воспитательного дома.
На территории больницы находилась Скорбященская часовня для отпеваний.
В праздник Смоленской иконы Божией Матери из церкви крестный ход направлялся к источнику в парке.
В конце лета 1918 года в храме, ставшем приходским, был освящён придел во имя иконы Божией Матери «Всех скорбящих радости».
Храм был закрыт советскими властями 6 апреля 1923 года, здание передано заводу «Промет», в 1940 году — детской инфекционной больнице им. К. Либкнехта.

### Современность
В начале XXI века здание оказалось на частной территории. В 2012 году храм был приобретен компанией «Теорема» и в 2014—2017 годах восстановлен в прежнем виде. Церкви вернули прежний облик: убрали перекрытия, делившие внутреннее пространство на два этажа, перебили окна, сделали главки с куполами и крестами.
В воскресенье, 12 августа 2018 года, митрополит Санкт-Петербургский и Ладожский Варсонофий провел божественную литургию и чин освящения в восстановленной церкви во имя святого великомученика Пантелеимона.

## Духовенство
- Настоятель храма — протоиерей Петр Мухин
- Иерей Василий Герасимчук[2]